# Festival de Eurovisión de Jóvenes Músicos 1988
La IV edición del Festival de Eurovisión de Jóvenes Músicos se celebró en el Concertgebouw de Ámsterdam (Países Bajos) el 31 de mayo de 1988.
16 países estaban interesados en participar en la cuarta edición de la competición, entre ellos Países Bajos (país anfitrión), pero solo 6 consiguieron ser seleccionados por un grupo de expertos para participar en la final televisada de esta edición del certamen. Por eso, Países Bajos no participó aunque fuera la sede de este año debido a que no se clasificó para la final.
El ganador de esta edición fue Julian Rachlin de Austria que consiguió conquistar al jurado tocando el Violín.

## Ronda preliminar
| - Bélgica - Chipre - Dinamarca - España - Francia |  | - Irlanda - Países Bajos - Suecia - Suiza - Yugoslavia |  |

## Participantes y Clasificación
| Posición | País y TV       | Representante     | Instrumento |
| -------- | --------------- | ----------------- | ----------- |
| 1        | Austria ORF     | Julian Rachlin    | Violín      |
| 2        | Noruega NRK     | Leif Ove Andsnes  | Piano       |
| 3        | Italia RAI      | Domenico Nordio   | Violín      |
| -        | Finlandia YLE   | Jan Söderblom     | Violín      |
| -        | Reino Unido BBC | David Pyatt       | Trompa      |
| -        | Alemania ZDF    | Nikolai Schneider | Violonchelo |

## Predecesor y sucesor
| Predecesor: Copenhague 1986 | Festival de Eurovisión de Jóvenes Músicos Ámsterdam 1988 | Sucesor: Viena 1990 |